# Rue Jean-Roisin
La rue Jean-Roisin est une rue de Lille, dans le Nord, en France. 

## Situation et accès
Cette voie du quartier de Lille-Centre relie la rue Nationale à la place Rihour.
La rue est accessible depuis le métro, via la première ligne en sortant à la station Rihour.
Elle longe l'ancien siège du Crédit du Nord, immeuble reconstruit dans les années 1920 après les  destructions de la Première guerre mondiale.
La place est immatriculée « LR13 » parmi les îlots regroupés pour l'information statistique (IRIS) de Lille, tels que l'Insee les a établis en 1999.

## Origine du nom
Elle porte le nom de Jean Roisin, clerc français du XIIIe siècle de la ville de Lille, qui a écrit le livre Roisin.

## Historique
L'origine de la rue est liée à la construction de la Place Rihour. « Rihour » est mentionné pour la première fois en 1248. La rue est comprise dans l'Îlot Rihour formé par l'un des principaux bras de la Deûle.

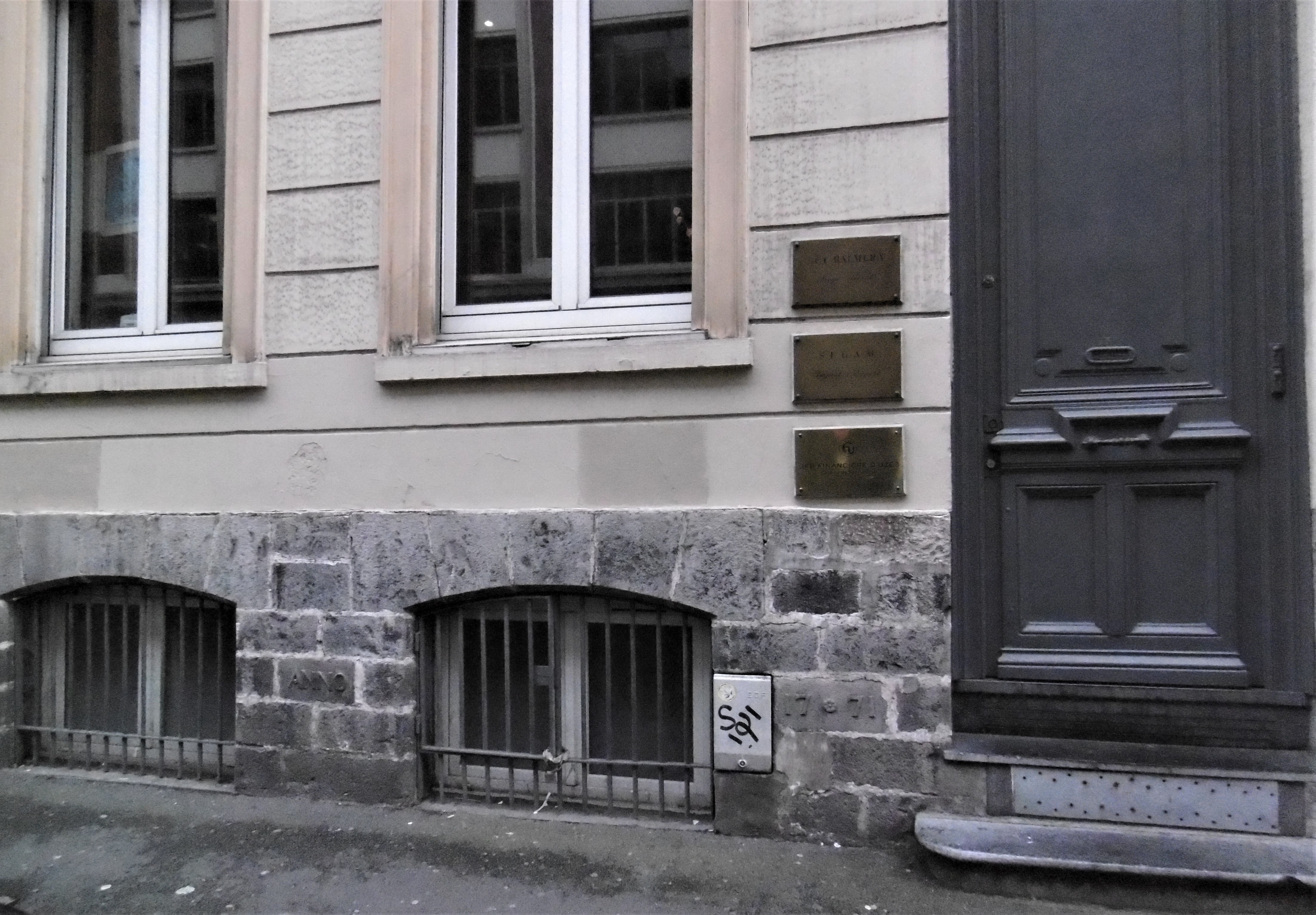
Rue Jean Roisin 2

La rue est ouverte en 1881 sur la couverture du canal des Poissonceaux . Le passage de l'ancien canal est visible au no 11 seul immeuble de cette rue antérieur à cette couverture. Le rez-de-chaussée actuel est son ancien premier étage. La date de construction de la maison «anno 1771 » figure en haut de l’ancien rez-de-chaussée dont le haut des fenêtres émerge du trottoir.